# Coelosia flavithorax
Coelosia flavithorax är en tvåvingeart som beskrevs av Freeman 1951. Coelosia flavithorax ingår i släktet Coelosia och familjen svampmyggor. Inga underarter finns listade i Catalogue of Life.